# ریچارد یورک، سومین دوک یورک
ریچارد یورک، سومین دوک یورک (به انگلیسی: Richard of York, 3rd Duke of York) مشهور به ریچارد پلانتاژنه، رهبر و نجیب‌زادهٔ انگلیسی است. وی نوه بزرگ پادشاه ادوارد سوم از طریق پدر و از طرف مادر نیز از سومین نسل خاندان پادشاهی بود. ریچارد املاک بسیار وسیعی را به ارث برده بود و دفاتر دولتی مختلفی را در ایرلند، فرانسه و انگلستان داشت. در دوران دیوانگی پادشاه هنری ششم، به عنوان نیابت سلطنت نائل گردید. هر چند، بعدها با همسر هنری، مارگارت آنژو و سایر همراهان وی بر سر تصاحب تاج و تخت درگیر شد. ریچارد یورک به عنوان عاملی مهم در تحولات سیاسی اواسط قرن پانزدهم انگلستان و یکی از علل عمدهٔ جنگ رزها شناخته می‌شود. وی در نهایت، اقدام به گرفتن تاج و تخت نمود هر چند، در ادامه منصرف و توافق به عمل آمد که بعد از مرگ پادشاه هنری به این مقام دست یابد اما تنها چند هفته پس از برقرار شدن چنین قراردادی در نبرد کشته شد. اگرچه ریچارد بشخصه پادشاه نشد، اما پدر دو پادشاه به نام‌های ادوارد چهارم و ریچارد سوم بود.
ریچارد پلانتاژنه، سومین دوک یورک در ۲۱ سپتامبر ۱۴۱۱ متولد شد. او فرزند ریچارد کانزبرگ، سومین ارل کمبریج بود. مادر وی، آن مورتیمر، دختر راجر مورتیمر، چهارمین ارل مارچ و همسرش النور هولاند بود. آن مورتیمر نوهٔ بزرگ لیونل آنتورپ، دومین فرزند باقی‌مانده از پادشاه ادوارد سوم محسوب می‌گردید. اعضای خانوادهٔ وی بعدها و به دلیل حق اولویت نخستین فرزند، وارثان پادشاه گردیدند.

## نگارخانه

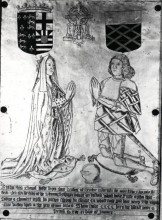
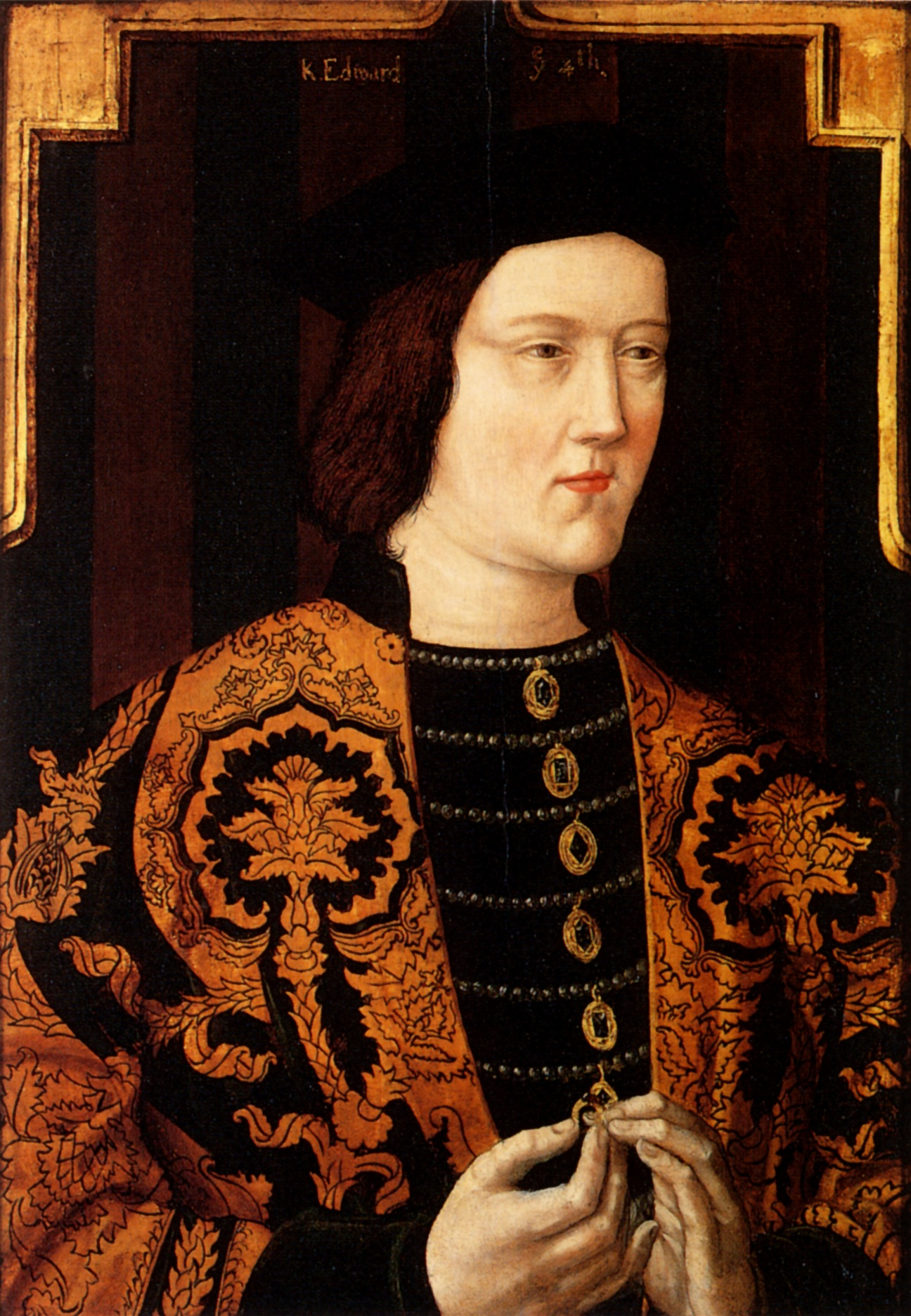
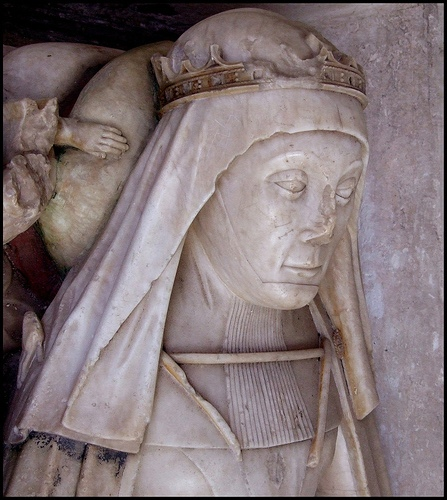
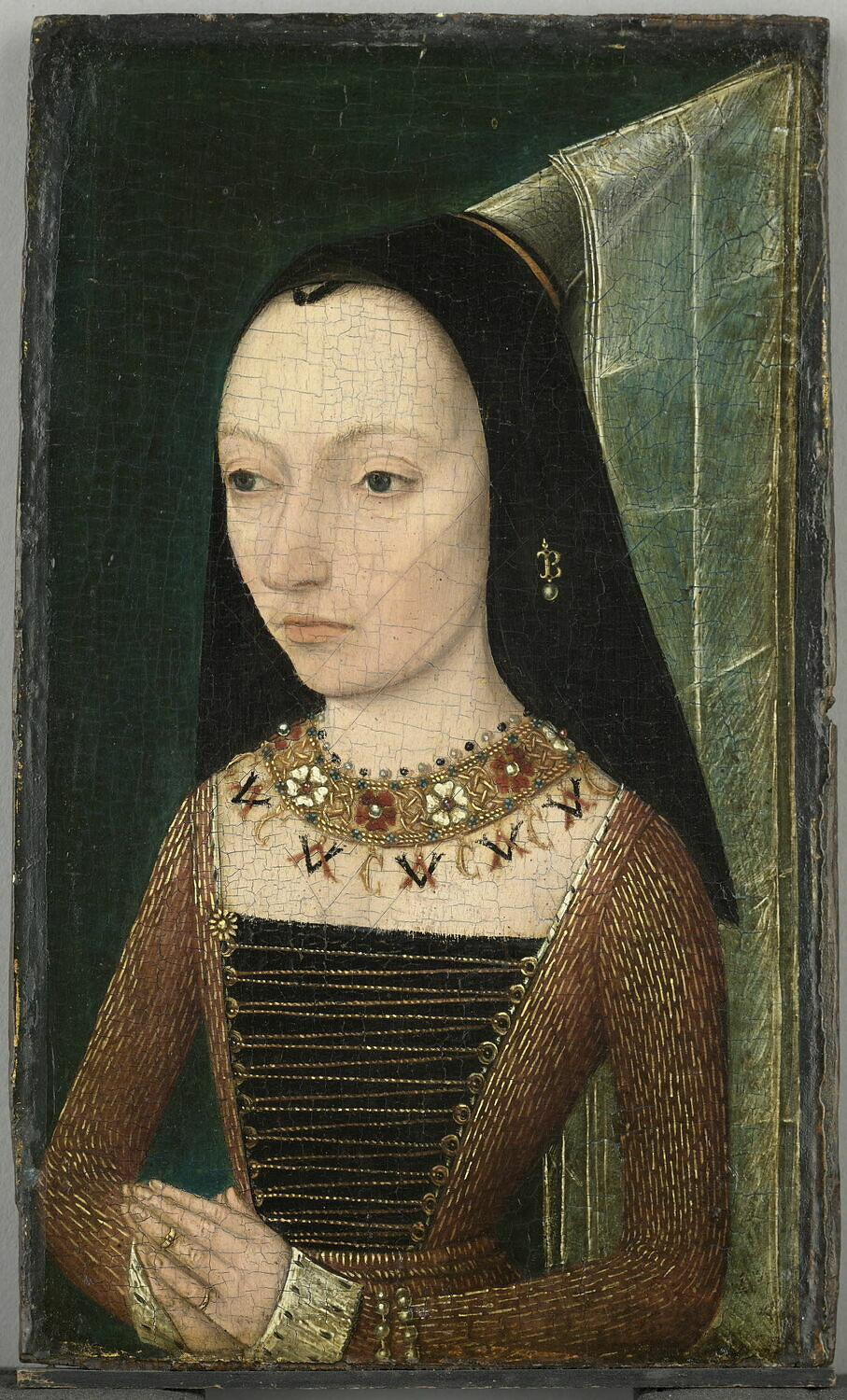
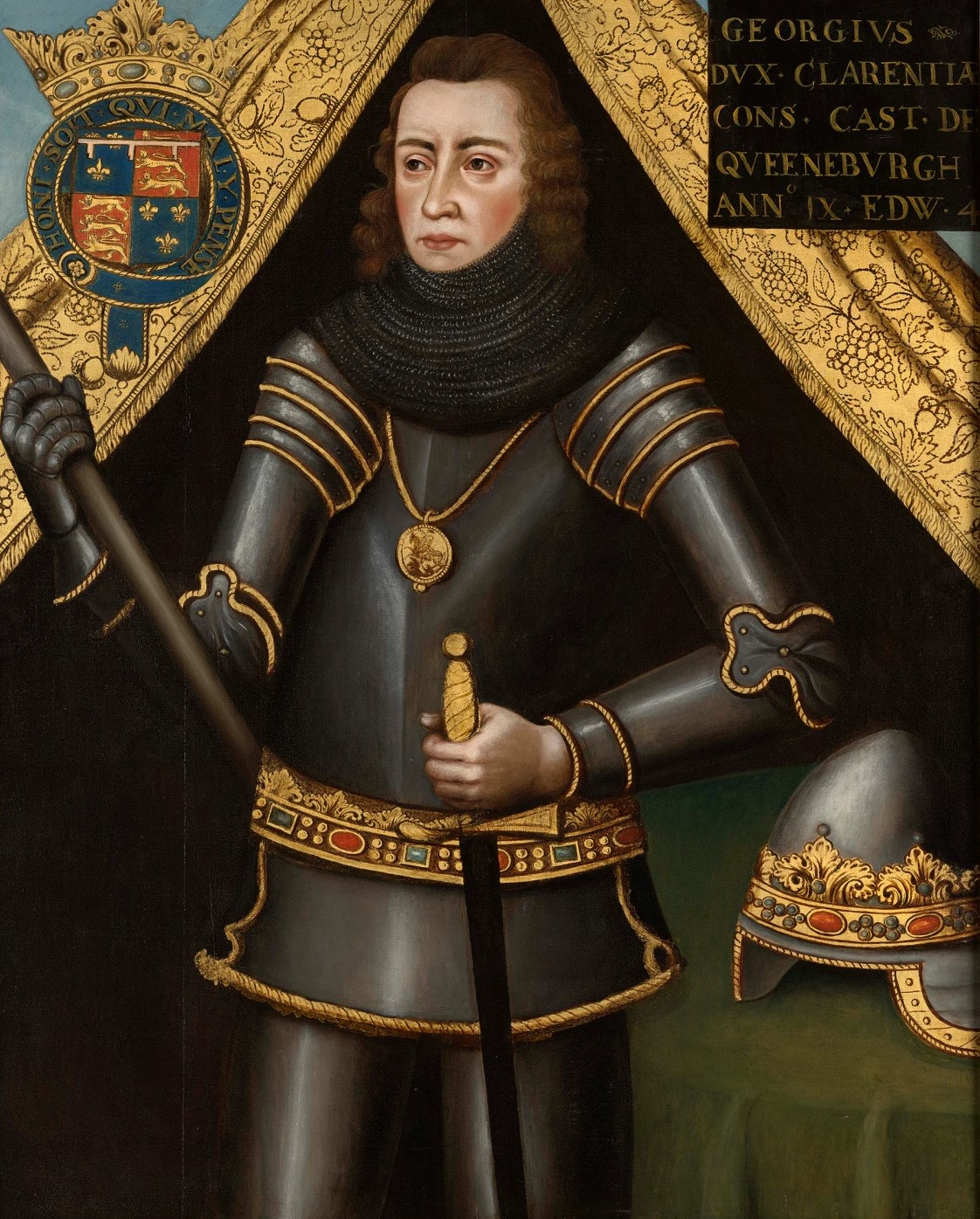
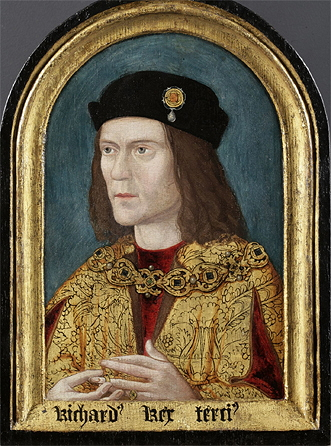